# De explanatione fidei
Il De explanatione fidei o Decreto di Damaso è una lettera papale redatta da papa Damaso I nel 382 al Concilio di Roma. Risulta essere la prima opera ufficiale di stampo papale in cui è presente il canone della Bibbia cattolica come oggi si conosce ricompreso dei libri deuterocanonici, di cui Damaso farà redigere una traduzione detta Vulgata da San Girolamo. Decreto che verrà ripreso in altre opere come il Decretum Gelasianum.

## Correlazione tra Decretum Damasii e Decretum Gelasianum
La teoria che il Decretum Gelasianum abbia ripreso il Decretum Damasii è stata proposta da padre Faustino Arévalo (1747-1824), secondo il quale i primi tre dei cinque capitoli del Decretum Gelasianum sarebbero davvero appartenenti al Decreto di Damaso.

## Elenco di Damaso
Nel Incipit Concilium Urbis Romae sub Papa Damaso de Explanatione Fideisi affermano i vari attributi dello Spirito Santo, i vari nomi di Cristo, i libri da riconoscere come ispirati, eccone un brano ripreso dagli atti del Concilio di Roma:
L'ordine del Vecchio Testamento comincia qui: Genesi di un libro, Esodo di un libro, Levitico di un libro, Numeri di un libro, Deuteronomio di un libro, Giosuè di un libro, Giudici di un libro, Ruth di un libro, Dei Re di quattro libri, Cronache di due libri, Salmi di un libro, tre libri di Salomone: Proverbi di un libro, Ecclesiaste di un libro, Cantico dei Cantici di un libro; altrettanto Sapienza di un libro, Ecclesiastico di un libro.
Allo stesso modo, l'elenco dei Profeti: Isaia di un libro, Geremia di un libro, insieme a Cinoth, cioè, le sue Lamentazioni, Ezechiele di un libro, Daniel di un libro, Osea di un libro, Amos di un libro, Michea di un libro, Gioele di un libro, Abdia di un libro, Giona di un libro, Naum di un libro, Abacuc di un libro, Sofonia di un libro, Aggeo di un libro, Zaccaria di un libro, Malachia di un libro.
Allo stesso modo l'ordine delle storie. Giobbe di un libro, Tobia di un libro, Esdra di due libri, un libro di Ester, Giuditta di un libro, Maccabei di due libri.
Allo stesso modo l'ordine degli scritti del Nuovo Testamento ed eterno, che la Santa e la Chiesa cattolica sostiene. Dei Vangeli, secondo Matteo di un libro, secondo Marco di un libro, secondo Luca di un libro, secondo Giovanni di un libro.
Le epistole di Paolo, l'apostolo in numero quattordici. Una per i Romani, due ai Corinti, una agli Efesini, due ai Tessalonicesi, una ai Galati, una ai Filippesi, una ai Colossesi, due a Timoteo, una a Tito, una a Filemone, una agli Ebrei.
Allo stesso modo l'Apocalisse di Giovanni di un libro. E gli Atti degli Apostoli di un libro.
Allo stesso modo le epistole canoniche in numero sette. Le due epistole Di Pietro l'Apostolo, una epistola di Giacomo Apostolo, una epistola di Giovanni l'Apostolo, di un altro Giovanni, il presbitero, due epistole, di Giuda il Cananeo, l'Apostolo una epistola.
Il canone del Nuovo Testamento finisce qui.»